# Bárium-peroxid
A bárium-peroxid a bárium egyik vegyülete. Képlete BaO2. A tiszta bárium-peroxid fehér színű. Ha szennyezett, színe sárgás vagy szürkésfehér . Csak kis mértékben oldódik vízben. Előállítható nyolc kristályvizes bárium-peroxid (BaO2 · 8 H2O) is.

## Kémiai tulajdonságai
A bárium-peroxid vízben oldhatatlan, de híg sósavban és salétromsavban feloldódik. Mindkét esetben hidrogén-peroxid szabadul fel belőle.
{\displaystyle \mathrm {BaO_{2}+2\ HNO_{3}\rightarrow Ba(NO_{3})_{2}+H_{2}O_{2}} }
Feloldódik kénsavban is, ekkor is hidrogén-peroxid képződik. Mellette bárium-szulfát csapadék válik ki.
{\displaystyle \mathrm {BaO_{2}+H_{2}SO_{4}\rightarrow BaSO_{4}+H_{2}O_{2}} }
Ha hevítik, bárium-oxidra és oxigénre bomlik.
{\displaystyle \mathrm {2\ BaO_{2}\rightarrow 2\ BaO+O_{2}} }
Erős oxidálószer, például kén-dioxiddá oxidálja a ként. Ha brómmal reagál, bárium-bromid keletkezik. Ha jód jelenlétében enyhén melegítik, bárium-perjodáttá alakul. Oxidálja a tömény sósavat, klórt fejleszt belőle.
{\displaystyle \mathrm {BaO_{2}+4\ HCl\rightarrow BaCl_{2}+Cl_{2}+2\ H_{2}O} }
A bárium-peroxiddal kevert szén hevítés hatására meggyullad és elég. Víz jelenlétében szén-dioxid hatására bárium-karbonáttá alakul, mellette hidrogén-peroxid képződik.
{\displaystyle \mathrm {BaO_{2}+CO_{2}+H_{2}O\rightarrow BaCO_{3}+H_{2}O_{2}} }
Ha kén-dioxid jelenlétében hevítik, bárium-szulfáttá alakul. Magasabb hőmérsékleten a fémeket oxidálja.

## Előállítása
A bárium-peroxidot bárium-oxid oxigénáramban való hevítésével állítják elő. A bárium-peroxidot 500 °C körüli hőmérsékleten gyártják, mert magasabb, 800 °C körüli hőmérsékleten a reakció megfordul, a bárium-peroxid elbomlik.
{\displaystyle \mathrm {2\ BaO+O_{2}\rightarrow 2\ BaO_{2}} }

## Felhasználása
Felhasználják hidrogén-peroxid előállítására, oxigén fejlesztésére, csontok fehérítésére. Készítenek belőle gyújtókeverékeket is, amit például alumíniumtermit begyújtására használnak.